# Ammodillus imbellis
Genre
Espèce
Statut de conservation UICN

 DD  : Données insuffisantes
Ammodillus imbellis est la seule espèce du genre Ammodillus. C’est un  rongeur de la famille des Muridés. Cette gerbille est localisée en Somalie et en Éthiopie.